# Chinesische Emigration

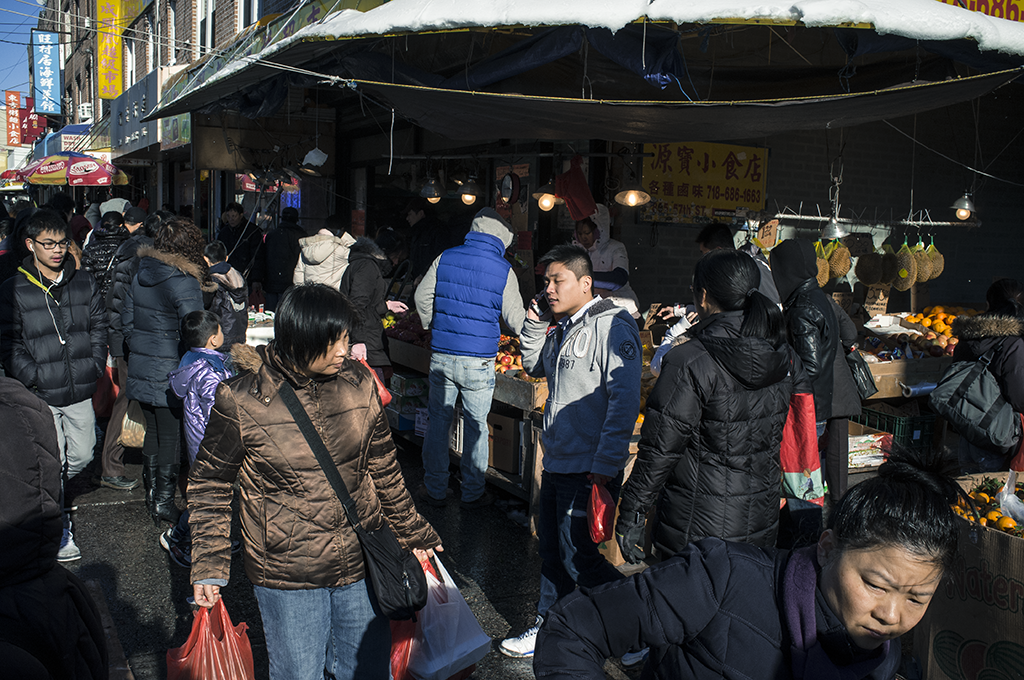
Typischer Lebensmittelladen auf der 8th Avenue in einem der Brooklyn Chinatowns auf Long Island, New York. New York Citys zahlreiche Chinatowns in Queens, Manhattan, und Brooklyn florieren als traditionell städtische Enklaven, da weiterhin große Mengen chinesischer Einwanderung nach New York stattfinden. New York hat die größte chinesische Metropolbevölkerung außerhalb Asiens. Die New York Metropolitan Area beherbergt die größte ethnisch chinesische Bevölkerung außerhalb Asiens. Im Jahr 2017 waren es schätzungsweise 893'697 Personen vollblütiger Herkunft.

Im Laufe der Geschichte gab es immer wieder Wellen der chinesischen Emigration. Dazu gehören die Auswanderung nach Südostasien ab dem 10. Jahrhundert während der Tang-Dynastie, die Auswanderung nach Amerika im 19. Jahrhundert, insbesondere während des kalifornischen Goldrausches Mitte des 19. Jahrhunderts, die allgemeine Auswanderung Anfang bis Mitte des 20. Jahrhunderts, die vor allem durch Korruption, Hunger und Krieg infolge der Warlord-Ära, des Zweiten Japanisch-Chinesischen Krieges und des Chinesischen Bürgerkriegs verursacht wurde, und schließlich die freiwillige Auswanderung in verschiedene Länder. Bei den meisten Auswanderern handelte es sich um Bauern und Arbeiter, aber es gab auch gebildete Menschen, die ihre verschiedenen Fachkenntnisse in ihr neues Zielland mitbrachten.

## Chronologie der historischen Epochen

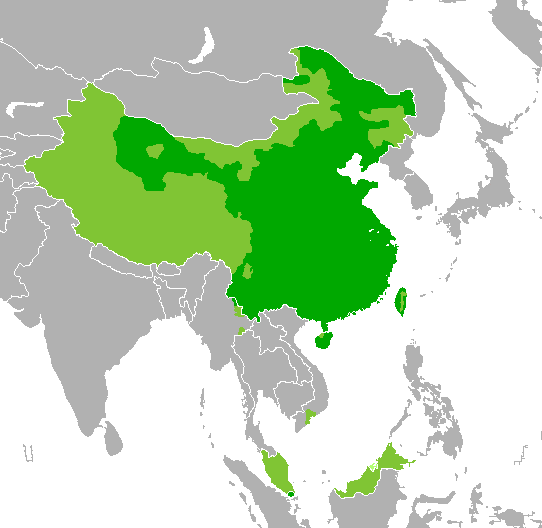
Die sinophone Welt, ein Erbe der chinesischen Auswanderung nach Südostasien (Nanyang).

### 11. Jahrhundert v. Chr. bis 10. Jahrhundert
- Die Zhou-Dynastie stürzte die Shang-Dynastie im Jahr 1046 v. Chr. Diese Eroberung markierte den Beginn der Zhou-Herrschaft und die Ausdehnung ihrer territorialen Kontrolle.[7]
- Westliche Zhou: Die Zhou führten aktive militärische Kampagnen durch, um ihr Territorium zu erweitern. Mit der Eroberung neuer Gebiete kam es wahrscheinlich zu einer Bewegung von Menschen, die diese neu erworbenen Gebiete besiedelten und verwalteten.[8]
- Östliche Zhou-Periode: Die Östliche Zhou-Periode ist gekennzeichnet durch die Frühlings- und Herbstperiode (770–476 v. Chr.) und die Zeit der Streitenden Staaten (475–221 v. Chr.). Während dieser Zeit führte der Austausch von Ideen und Kulturen zwischen verschiedenen Staaten zu einer Migration von Gelehrten, Handwerkern und Beamten.[7]
- 210 v. Chr.: Qin Shi Huang (chinesisch 秦始皇) sandte Xu Fu (chinesisch 徐福) aus, um auf der Suche nach Elixieren der Unsterblichkeit in Begleitung von 3000 jungfräulichen Jungen und Mädchen nach Übersee zu segeln. Aufzeichnungen zufolge ließ sich die Expedition von Xu Fu in Honshū, Japan, nieder.
- Seit der Han-Dynastie wurden zu verschiedenen Zeiten chinesische Militär- und Landwirtschaftskolonien (chinesisch 屯田) in den westlichen Regionen errichtet, die in der Frühzeit größtenteils von einem indoeuropäischen Volk, den Tocharern, bewohnt waren.
- 661 n. Chr.: Unter der Tang-Dynastie wurde Zheng Guo Xi aus Nan’an, Fujian auf einer philippinischen Insel begraben.[9]

### 10.–15. Jahrhundert
- Viele chinesische Kaufleute ließen sich in den südostasiatischen Häfen wie Champa, Kambodscha, Java und Sumatra nieder und heirateten die einheimischen Frauen. Ihre Kinder setzten den Handel fort.[10][11]
- Borneo: Viele Chinesen lebten auf Borneo, wie von Zheng He aufgezeichnet.
- Kambodscha: Der Gesandte der Yuan-Dynastie, Zhou Daguan (chinesisch 周达观), berichtete in seinem Werk The Customs of Chenla (chinesisch 真腊风土记), dass dort viele Chinesen, insbesondere Seeleute, lebten. Viele heirateten mit den einheimischen Frauen.
- Champa: Die Daoyi Zhilüe dokumentieren chinesische Kaufleute, die Cham-Häfen in Champa ansteuerten und Cham-Frauen heirateten, zu denen sie nach ihren Handelsreisen regelmäßig zurückkehrten.[12] Ein chinesischer Kaufmann aus Quanzhou, Wang Yuanmao, trieb umfangreichen Handel mit Champa und heiratete eine Cham-Prinzessin.[13]
- Han-chinesische Siedler kamen während des Sultanats von Malakka im frühen 15. Jahrhundert. Die freundschaftlichen diplomatischen Beziehungen zwischen China und Malakka erreichten ihren Höhepunkt während der Herrschaft von Sultan Mansur Syah, der die chinesische Prinzessin Hang Li Po heiratete. Ein hochrangiger Staatsminister und fünfhundert Jünglinge und Dienstmädchen von edler Geburt begleiteten die Prinzessin nach Malakka. Admiral Zheng He hatte auch 100 Junggesellen nach Malakka mitgebracht.[14] Die Nachkommen dieser beiden Bevölkerungsgruppen, die hauptsächlich aus der Provinz Fujian stammen, werden Baba (Männer) und Nyonya (Frauen) genannt.
- Java: Der Landsmann von Zheng He (chinesisch 鄭和), Ma Huan (chinesisch 馬歡), berichtete in seinem Buch Yingya Shenglan (chinesisch 瀛涯胜览), dass im Majapahit-Reich auf Java, insbesondere in Surabaya (chinesisch 泗水), viele Chinesen lebten. Der Ort, an dem die Chinesen lebten, wurde New Village (chinesisch 新村) genannt, wobei viele von ihnen ursprünglich aus Guangzhou, Zhangzhou und Quanzhou stammten.
- Königreich Ryūkyū: In dieser Zeit zogen viele Chinesen nach Ryūkyū, um der Regierung zu dienen oder Geschäfte zu machen. Die Ming-Dynastie entsandte 1392 während der Herrschaft des Hongwu-Kaisers 36 chinesische Familien aus Fujian, die auf Bitten des Ryukyuan-Königs die Seehandelsgeschäfte des Königreichs verwalten sollten. Viele ryukyuanische Beamte stammten von diesen chinesischen Einwanderern ab, da sie in China geboren waren oder chinesische Großväter hatten.[15] Sie unterstützten die Ryukyuaner bei der Weiterentwicklung ihrer Technologie und diplomatischen Beziehungen.[16][17][18]
- Siam: Laut der Stammtafel der Familiennamen Lim, Gan, Ng, Khaw, Cheah lebten dort viele chinesische Händler. Sie gehörten zu den siamesischen Gesandten, die nach China geschickt wurden.
- Im Jahr 1405, unter der Ming-Dynastie, wurden Tan Sheng Shou, der Bataillonskommandeur Yang Xin (chinesisch 杨欣) und andere in den Alten Hafen von Java (Palembang; chinesisch 旧港)  geschickt, um den Abtrünnigen Liang Dao Ming (chinesisch 梁道明) und andere zu Verhandlungen über eine Befriedung zu bringen. Er nahm seine Familie mit und floh an diesen Ort, wo er viele Jahre blieb. Tausende von Militärs und Zivilisten aus Guangdong und Fujian folgten ihm dorthin und wählten Dao Ming zu ihrem Anführer.
- Frühe chinesische Seefahrer hatten eine Vielzahl von Kontakten mit Kenia. Archäologen haben in kenianischen Dörfern chinesische Porzellangegenstände aus der Tang-Dynastie (618–907) gefunden, die jedoch vermutlich von Zheng He auf seinen Seereisen im 15. Jahrhundert mitgebracht wurde.[19] Auf der Insel Lamu vor der kenianischen Küste wurden der örtlichen mündlichen Überlieferung zufolge vor Hunderten von Jahren 20 schiffbrüchige chinesische Seeleute an Land gespült, die möglicherweise zur Flotte von Zheng gehörten. Nachdem sie eine gefährliche Python getötet hatten, erhielten sie von den örtlichen Stämmen die Erlaubnis, sich niederzulassen, konvertierten zum Islam und heirateten einheimische Frauen. Man geht davon aus, dass heute nur noch sechs Nachkommen von ihnen übrig sind. 2002 bestätigten DNA-Tests bei einer der Frauen, dass sie chinesischer Abstammung ist. Ihre Tochter, Mwamaka Sharifu, erhielt später ein Stipendium der chinesischen Regierung, um in China traditionelle chinesische Medizin (TCM) zu studieren.[20] Auf der Insel Pate beschrieb Frank Viviano in einem Artikel des National Geographic Society vom Juli 2005, wie in der Umgebung von Lamu Keramikfragmente gefunden wurden, von denen der Verwaltungsbeamte des örtlichen Suaheli-Geschichtsmuseums behauptete, sie seien chinesischen Ursprungs, und zwar von der Reise von Zheng He nach Ostafrika. Die Augen des Pate-Volkes ähnelten denen der Chinesen, und die Namen Famao und Wei waren einige der Namen, bei denen ein chinesischer Ursprung vermutet wurde. Ihre Vorfahren stammten angeblich von einheimischen Frauen ab, die sich mit chinesischen Ming-Seeleuten vermischten, als diese Schiffbruch erlitten. Zwei Orte auf Pate wurden „Old Shanga“ und „New Shanga“ genannt, die von den chinesischen Seeleuten benannt worden waren. Ein einheimischer Führer, der behauptete, von den Chinesen abzustammen, zeigte Frank einen aus Korallen bestehenden Friedhof auf der Insel und wies darauf hin, dass es sich um die Gräber der chinesischen Seeleute handelte, die der Autor als „praktisch identisch“ mit den Gräbern der chinesischen Ming-Dynastie beschrieb, komplett mit „Halbmondkuppeln“ und „terrassenförmigen Eingängen“.[21]
- Melanie Yap und Daniel Leong Man schreiben in ihrem Buch Colour, Confusions and Concessions: the History of Chinese in South Africa, dass Chu Ssu-pen, ein chinesischer Kartenmacher, das südliche Afrika im Jahr 1320 auf einer seiner Karten einzeichnete. Die in Simbabwe und Südafrika gefundenen Keramiken stammen aus der Zeit der Song-Dynastie in China. Einige Stämme im Norden Kapstadts behaupteten, von chinesischen Seefahrern aus dem 13. Jahrhundert abzustammen, ihr Aussehen ähnelt dem der Chinesen, ihre Haut ist blasser und ihre Sprache klingt wie Mandarin; sie nennen sich selbst Awatwa („Verlassene“).[22]

### 15.–19. Jahrhundert
- Als die Ming-Dynastie in China fiel, flohen chinesische Flüchtlinge in den Süden und ließen sich weitgehend in den Cham-Ländern und in Kambodscha nieder.[23] Die meisten dieser Chinesen waren junge Männer und nahmen sich Cham-Frauen als Ehefrauen. Ihre Kinder identifizierten sich mehr mit der chinesischen Kultur. Diese Migration fand im 17. und 18. Jahrhundert statt.[24]
- Die frühen europäischen Kolonialmächte trafen in Asien auf chinesische Gemeinschaften, die an verschiedenen Orten bereits gut etabliert waren. Der Kapitan Cina war an verschiedenen Orten der Vertreter dieser Gemeinschaften gegenüber den Kolonialbehörden.
- Die Eroberung der Ming durch die Qing führte dazu, dass die Fujian-Flüchtlinge aus Zhangzhou in den nördlichen Teil der malaiischen Halbinsel und nach Singapur umgesiedelt wurden, während die Flüchtlinge aus Xiamen und Quanzhou in den südlichen Teil der Halbinsel umgesiedelt wurden. Diese Gruppe bildet die Mehrheit der Straits-Chinesen, die englischsprachig waren. Andere zogen zu dieser Zeit auch nach Taiwan.

## 19.–frühes 20. Jahrhundert

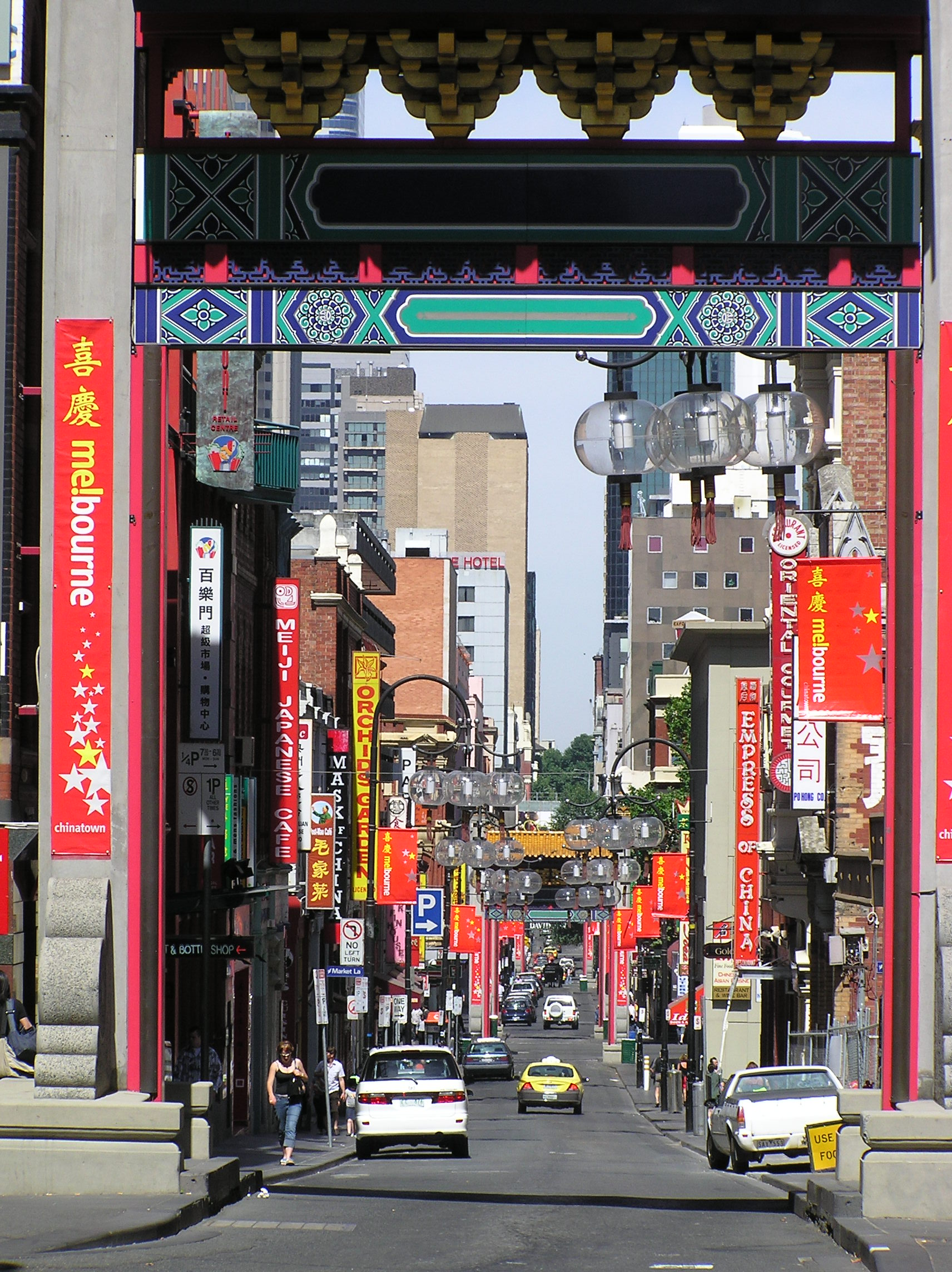
Die im 19. Jahrhundert von chinesischen Einwanderern gegründete Chinatown in Melbourne ist die am längsten ununterbrochene chinesische Siedlung in der westlichen Welt und die älteste Chinatown in der südlichen Hemisphäre.

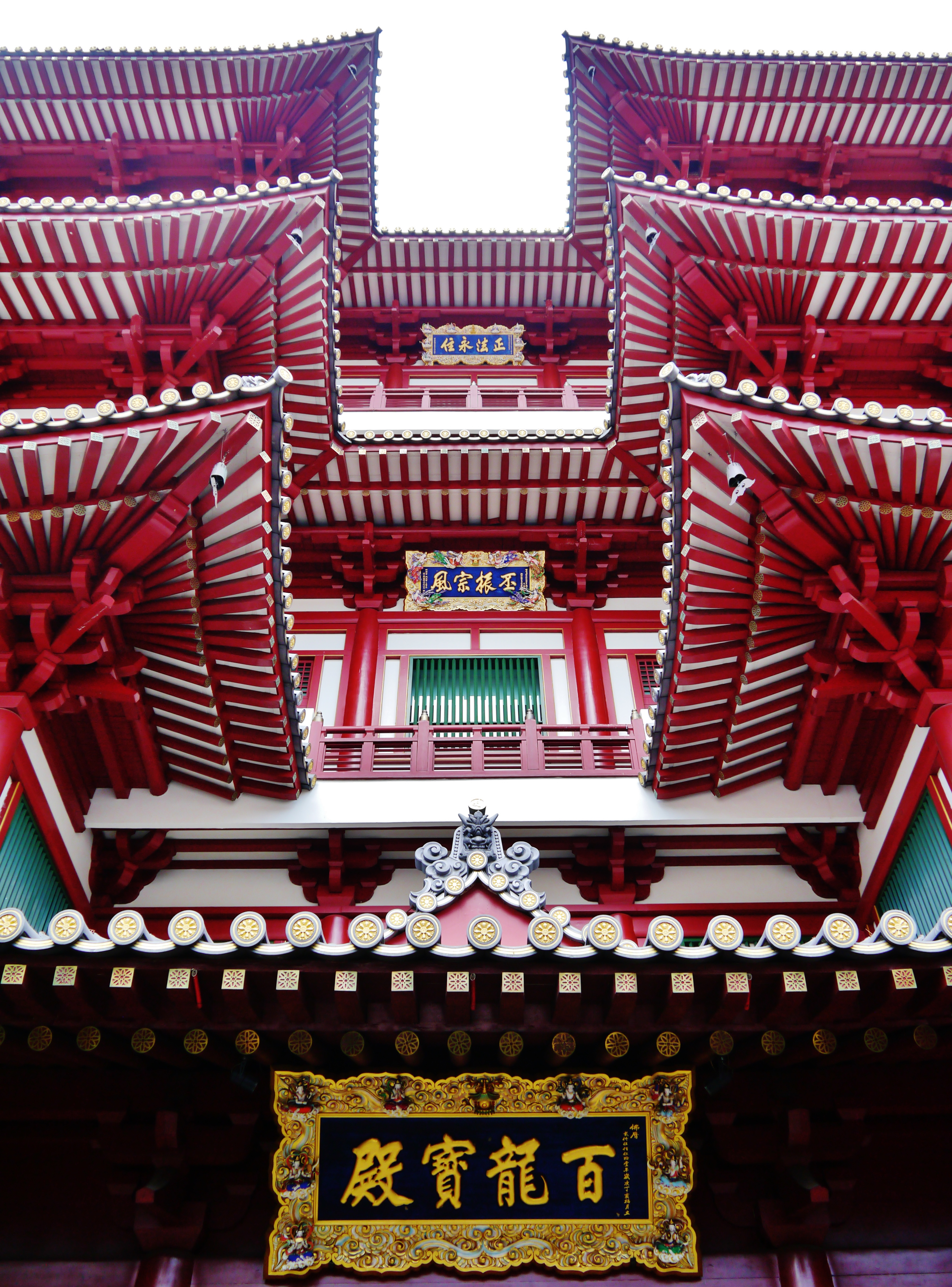
Der Tempel und das Museum der Zahnreliquie des Buddha in Singapur. Singapur ist ein mehrheitlich chinesisches, multikulturelles und multirassisches Land in Südostasien.

- Mitte des 19. Jahrhunderts nahm die Abwanderung aus China zu, als die europäischen Kolonialmächte Vertragshäfen öffneten.[29] Die britische Kolonialisierung Hongkongs schuf zudem die Möglichkeit, chinesische Arbeitskräfte auf Plantagen und in Bergwerke zu exportieren.[29]
- Chinesische Einwanderer, vor allem aus den kontrollierten Häfen der Provinzen Fujian und Guangdong, wurden zu Beginn des 19. Jahrhunderts bis in die 1930er Jahre von der Aussicht auf Arbeit in den Zinnminen, auf Kautschukplantagen oder auf die Möglichkeit der Erschließung neuen Ackerlands in British Malaya angezogen.
- Nachdem Singapur 1832 zur Hauptstadt der Straits Settlements geworden war, zog die Freihandelspolitik viele chinesische Kaufleute vom chinesischen Festland an, die sich in Singapur niederließen. Aufgrund des boomenden Handels, der eine große Zahl von Arbeitskräften erforderte, entstand in Singapur auch das Geschäft mit den chinesischen Kulis, die unter Vertrag genommen wurden. Die Kulis wurden von Händlern angeheuert und zum Arbeiten nach Singapur gebracht. Der große Zustrom von Kulis nach Singapur hörte erst auf, als William A. Pickering zum Protektor der Chinesen ernannt wurde. Im Jahr 1914 wurde der Coolie-Handel in Singapur abgeschafft und verboten. Diese Bevölkerungsgruppen bilden die Grundlage der chinesischen Singapurer.
- Peranakans oder die Nachkommen von Chinesen, die seit vielen Generationen in Südostasien lebten und in der Regel englischsprachig waren, wurden in Singapur üblicherweise als „Laokuh“ (chinesisch 老客 – Alter Gast) oder „Straits Chinese“ bezeichnet. Die meisten von ihnen hielten dem britischen Empire die Treue und betrachteten sich nicht als „Huaqiao“. Vom 19. bis Mitte des 20. Jahrhunderts wurden die Einwanderer aus China als „Sinkuh“ (chinesisch 新客 – Neuer Gast) bezeichnet. Die meisten von ihnen waren Kulis, Arbeiter auf Dampfschiffen usw. Einige von ihnen kamen nach Singapur, um zu arbeiten, auf der Suche nach besseren Lebensbedingungen oder um der Armut in China zu entkommen. Viele von ihnen flohen auch wegen der chaotischen Zustände und Kriege in China in der ersten Hälfte des 20. Jahrhunderts nach Singapur. Sie kamen vor allem aus den Provinzen Fujian, Guangdong und Hainan und hielten im Gegensatz zu den Peranakans China die Treue und betrachteten sich als „Huaqiao“.
- Ende des 19. Jahrhunderts erkannte die chinesische Regierung, dass die Übersee-Chinesen eine Bereicherung, eine Quelle für ausländische Investitionen und eine Brücke zu überseeischem Wissen sein könnten; daher förderte sie die Verwendung des Begriffs „Overseas Chinese“ (chinesisch 华侨).[30]
- Unter den Provinzen hatte Guangdong in der Vergangenheit die größte Zahl von Auswanderern hervorgebracht, die 1957 auf 8,2 Millionen geschätzt wurde; das waren etwa 68 % der gesamten chinesischen Bevölkerung in Übersee zu dieser Zeit. Innerhalb Guangdongs konzentrierten sich die wichtigsten Auswanderergemeinschaften in acht Bezirken im Perlflussdelta (chinesisch 珠江三角洲): vier Bezirke, die als Sze Yup (chinesisch 四邑) bekannt sind; drei Kreise, die als Sam Yup (chinesisch 三邑) bekannt sind; und der Bezirk Zhongshan (chinesisch 中山).[31]  Aufgrund der begrenzten Anbauflächen und des größtenteils felsigen oder sumpfigen Geländes war Sze Yup in dieser Zeit das „herausragende Sendegebiet“ für Auswanderer.[32] Die meisten Auswanderer aus Sze Yup gingen nach Nordamerika, wodurch das Toishanese zu einer dominanten Variante der chinesischen Sprache wurde, die in den Chinatowns in Kanada und den Vereinigten Staaten gesprochen wird.
- Siyi (Sze Yup) war nicht nur eine Region, aus der viele Menschen ins Ausland auswanderten, sondern auch ein Schmelztiegel von Ideen und Trends, die von Chinesen aus Übersee (chinesisch 華僑) mitgebracht wurden. So wiesen beispielsweise viele Tong Lau in Chikan, Kaiping (Cek Ham, Kaiping auf Kantonesisch) und Diaolou (früher als Uhrentürme umschrieben) in Sze Yup, die zu Beginn des 20. Jahrhunderts gebaut wurden, eine Qiaoxiang-Architektur (chinesisch 僑鄉) auf, d. h. sie enthielten architektonische Merkmale sowohl aus dem chinesischen Heimatland als auch aus Übersee.[33]
- Die erste große Einwanderung nach Amerika erfolgte während des kalifornischen Goldrausches von 1848 bis 1855. Viele Chinesen sowie Menschen aus anderen asiatischen Ländern wurden im Rahmen des Chinese Exclusion Act von 1882 an der Einwanderung in die Vereinigten Staaten gehindert. Ein ähnliches Gesetz, wenn auch in geringerem Umfang, wurde 1885 in Kanada verabschiedet, wobei eine Kopfsteuer erhoben wurde, anstatt die Einwanderung nach Kanada ganz zu verbieten. Ein Gesetz aus dem Jahr 1923 verbot die chinesische Einwanderung in Kanada jedoch vollständig. Der Chinese Exclusion Act wurde in den USA erst 1965 und in Kanada de jure 1947, de facto aber erst in den 1960er Jahren mit der Öffnung der Einwanderung nach Kanada vollständig aufgehoben.
- Von 1853 bis zum Ende des 19. Jahrhunderts wurden etwa 18.000 Chinesen als Arbeitsmigranten auf die British West Indies gebracht, vor allem nach Britisch-Guayana (heute Guyana), Trinidad und Jamaika.[34] Ihre Nachkommen sind heute in der Bevölkerung dieser Länder zu finden, aber auch in den Migrantengemeinschaften anglo-karibischer Herkunft, die vor allem im Vereinigten Königreich, in den Vereinigten Staaten und in Kanada leben.
- In der ersten Hälfte des 20. Jahrhunderts beschleunigten Krieg und Revolution die Abwanderung aus China.[29] Die Kuomintang und die Kommunistische Partei konkurrierten um die politische Unterstützung der Übersee-Chinesen.[29]
  - Der Rückzug der Kuomintang nach Taiwan im Jahr 1949 führte zu einer Auswanderung von etwa 2 Millionen Festlandchinesen nach Taiwan.
  - Einige nationalistische Flüchtlinge flohen nach Singapur, Sarawak, Nord-Borneo und Malaya, nachdem die Nationalisten den Bürgerkrieg verloren hatten, um der Verfolgung oder Hinrichtung durch die Kommunistische Partei Chinas zu entgehen.[35]
  - Teile der besiegten nationalistischen Armee zogen sich nach Süden zurück und überquerten die Grenze nach Birma, als die Volksbefreiungsarmee in Yunnan einrückte.[29] Ab 1953 wurden die nationalistischen Streitkräfte und ihre Familien in mehreren Runden abgezogen.[29] Im Jahr 1960 wurden die verbliebenen nationalistischen Kräfte durch eine gemeinsame Militäraktion Chinas und Birmas aus Birma vertrieben, obwohl sich einige von ihnen im birmanisch-thailändischen Grenzgebiet niederließen.[29]

## Moderne Emigration (Ende des 20. Jahrhunderts bis heute)

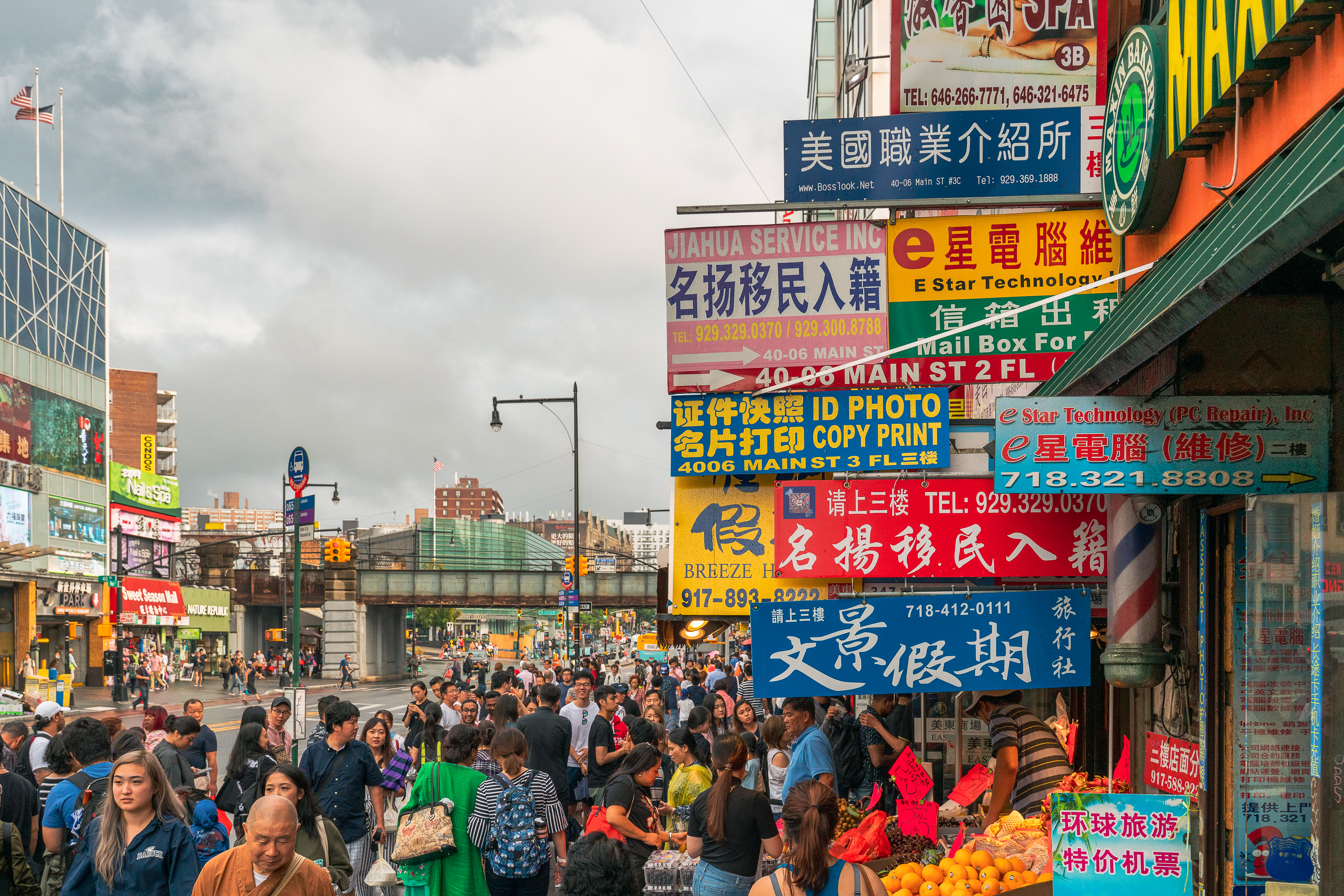
Chinatown, Flushing (法拉盛) in Queens, New York City, ist heute das globale Epizentrum für die chinesische Einwanderung und das internationale Kontrollzentrum für diese Migration.

Aufgrund der politischen Dynamik des Kalten Krieges gab es von den 1950er Jahren bis Mitte der 1970er Jahre relativ wenig Migration aus der Volksrepublik China nach Südostasien.
Anfang der 1960er Jahre durften etwa 100.000 Menschen nach Hongkong einreisen. Ende der 1970er Jahre wurde die Wachsamkeit gegenüber der illegalen Migration nach Hongkong (chinesisch 香港) wieder gelockert. Möglicherweise erreichten 1979 bis zu 200.000 Menschen Hongkong, doch 1980 nahmen die Behörden beider Seiten ihre konzertierten Bemühungen zur Eindämmung des Zustroms wieder auf.
Eine liberalere Auswanderungspolitik, die in den 1980er Jahren im Rahmen der Reform- und Öffnungspolitik eingeführt wurde, erleichterte die legale Ausreise einer wachsenden Zahl von Chinesen, die zu ihren chinesischen Verwandten und Freunden im Ausland gingen. Das Vier-Modernisierungs-Programm, das chinesische Studenten und Wissenschaftlern, insbesondere Wissenschaftlern, den Besuch ausländischer Bildungs- und Forschungseinrichtungen ermöglichte, führte zu einem verstärkten Kontakt mit der Außenwelt, insbesondere mit den Industrieländern.
Im Jahr 1983 wurden die Auswanderungsbeschränkungen im Rahmen der wirtschaftlichen Politik der offenen Tür gelockert. Im Jahr 1984 wurden mehr als 11.500 Geschäftsvisa für chinesische Bürger ausgestellt, und 1985 hielten sich allein in den Vereinigten Staaten etwa 15.000 chinesische Wissenschaftler und Studenten auf. Jeder Student, der über die nötigen wirtschaftlichen Mittel verfügte, konnte eine Genehmigung für ein Auslandsstudium beantragen. Die konsularischen Vertretungen der Vereinigten Staaten stellten 1984 mehr als 12.500 Einwanderungsvisa aus, und in der Warteschlange der Einwanderungsbehörden befanden sich 60.000 Chinesen mit genehmigten Visumanträgen.
Mit der Unterzeichnung des Konsularabkommens zwischen den Vereinigten Staaten und China im Jahr 1983 wurde die Verpflichtung zu einer liberaleren Auswanderungspolitik deutlich. Beide Seiten kamen überein, Reisen zum Zweck der Familienzusammenführung zuzulassen und Personen, die sowohl die chinesische als auch die US-amerikanische Staatsbürgerschaft besitzen, das Reisen zu erleichtern. Die Auswanderung aus China blieb jedoch ein komplizierter und langwieriger Prozess, vor allem weil viele Länder nicht bereit oder in der Lage waren, die große Zahl der Auswanderungswilligen aufzunehmen. Zu den weiteren Schwierigkeiten gehörten bürokratische Verzögerungen und in einigen Fällen die mangelnde Bereitschaft der chinesischen Behörden, Personen, die einen bedeutenden Beitrag zur Modernisierung geleistet haben, Pässe und Ausreisegenehmigungen auszustellen.
New York Citys mehrere Chinatowns in Queens (chinesisch 法拉盛華埠), Manhattan (chinesisch 紐約華埠) und Brooklyn (chinesisch 布鲁克林華埠) sind als traditionell städtische Enklaven erfolgreich, da die chinesische Einwanderung in New York im späten 20. Jahrhundert in großem Umfang anhält, mit der größten chinesischen Bevölkerung in der Metropolregion außerhalb Asiens. Die Metropolregion New York enthält die größte ethnische chinesische Bevölkerung außerhalb Asiens, bestehend aus schätzungsweise 893.697 Menschen ohne Rasse (Stand 2017). Darüber hinaus gab es einen erheblichen Anteil an illegaler chinesischer Auswanderung nach Brooklyn und Queens, vor allem Fuzhou-Immigranten aus der Provinz Fujian und Wenzhou-Immigranten aus der Provinz Zhejiang auf dem chinesischen Festland.
Eine viel kleinere Einwanderungswelle von Chinesen nach Singapur kam nach den 1990er Jahren, die die Staatsbürgerschaft der Volksrepublik China besaßen und meist Mandarin sprechende Chinesen aus Nordchina waren. Die einzige nennenswerte Einwanderung nach China erfolgte durch die Überseechinesen, denen in den Jahren seit 1949 verschiedene Anreize zur Rückkehr in ihr Heimatland geboten wurden.
Während der Amtszeit von Xi Jinping stieg die Zahl der chinesischen Asylbewerber im Ausland auf 613.000 Personen im Jahr 2020. Ab 2023 hat sich die illegale chinesische Einwanderung nach New York City beschleunigt, und der Stadtteil Flushing (chinesisch 法拉盛), Queens, ist heute das globale Epizentrum für die chinesische Einwanderung und das internationale Kontrollzentrum für diese Migration. Darüber hinaus wird ab 2024 eine bedeutende neue Welle chinesischer uigurischer Muslime vor religiöser Verfolgung in der nordwestchinesischen Provinz Xinjiang fliehen und in New York Religionsfreiheit suchen, wobei sie sich in Queens konzentrieren.
In den frühen 2020er Jahren gab es einen Zustrom chinesischer Migranten, die die nördliche Grenze Mexikos nutzten, um nach Amerika einzureisen und nach New York City vorzudringen, genannt „ZouXian“, was auf Deutsch mit „den Weg gehen“ übersetzt werden kann.
Im Jahr 2023 verzeichnete China die weltweit größte Abwanderung von vermögenden Privatpersonen mit über 13.000 Personen, die hauptsächlich in die USA, nach Kanada und Singapur auswanderten.